# Turmalinkvarts
Turmalinkvarts är ett mineral tillhörande gruppen kvartser. Den är en bergkristall som har svarta turmaliner inneslutna i sig.